# XAPI
L'Experience API (xAPI) est une spécification de logiciel d' apprentissage en ligne qui permet au contenu d'apprentissage et aux systèmes d'apprentissage de se parler de manière à enregistrer et suivre tous les types d'expériences d'apprentissage. Les expériences d'apprentissage sont enregistrées dans un Learning Record Store (LRS). Les LRS peuvent exister dans les systèmes de gestion de l'apprentissage traditionnels (LMS) ou de façon indépendante.

## Sommaire
L'API Experience (API Tin Can) est destinée à succéder à SCORM, le modèle de référence d'objet de contenu partageable (Sharable Content Object Reference Model en anglais), qui a été la norme de facto pour l'empaquetage de contenu d'apprentissage en ligne. Il existe plusieurs inconvénients à SCORM,. La nouvelle Experience API permet aux formateurs de déployer plusieurs nouvelles fonctionnalités qui n'étaient pas prises en charge avec SCORM, telles que:
- Apprentissage en ligne en dehors du navigateur Web[6]
- E-learning dans les applications mobiles natives[1]
- Plus de contrôle sur le contenu d'apprentissage[5]
- Sécurité solide grâce à OAuth
- Transition de plate-forme; par exemple, démarrer l'apprentissage en ligne sur un appareil mobile, le terminer sur un ordinateur
- La possibilité de faire le suivi de jeux et de simulations[2]
- La possibilité de faire le suivi des performances dans le monde réel[7]
- Apprentissage en ligne en équipe
- Suivi des plans et objectifs d'apprentissage[8]

L'API Experience (Tin Can API) est une API open source . Il s'agit d'un service Web de transfert d'état de représentation qui utilise la notation d'objet JavaScript (JSON) pour son format de données. Le service Web permet aux clients logiciels de lire et d'écrire des données d'expériences sous la forme d'objets nommés «déclaration». Dans leur forme la plus simple, les énoncés se présentent sous la forme de «j'ai fait ceci», ou plus généralement «acteur verbe objet». Des formulaires de déclaration plus complexes peuvent être utilisés. Il existe également une API de requête intégrée pour aider à filtrer les instructions enregistrées, et une API d'état qui permet une sorte d'«espace de travail» pour les applications consommatrices.

## Histoire
En 2011, Advanced Distributed Learning (ADL), le gestionnaire en charge de SCORM parrainé par le département américain de la Défense, a reconnu la nécessité d'une spécification logicielle plus performante que la spécification SCORM originale, qui avait alors plus de dix ans. Pour répondre à ce besoin, ADL a publié un « appel d'offres à grande échelle » (BAA) demandant de l'aide pour améliorer SCORM, et le BAA a été attribué à Rustici Software, une société de logiciels basée à Nashville expérimentée sur SCORM.
Rustici Software a mené de nombreux entretiens avec la communauté d'apprentissage en ligne pour déterminer où apporter des améliorations, puis a développé la version de recherche de la spécification de l'API Experience. Ce processus s'appelait "Project Tin Can". Le surnom «Tin Can API» est dérivé du projet Tin Can et est toujours utilisé de manière interchangeable avec le nom «Experience API».
L'API Experience a été développée par un groupe de travail communautaire et publiée en tant que version 1.0 en avril 2013. Il y a actuellement plus de 160 adoptants (19 janvier 2016).

## Statut actuel
La version de la spécification au moment de rédiger ces lignes est la 1.0.3. Publiée début octobre 2016,. Aucune mise à jour mineure de la spécification n'est prévue.
Les versions précédentes incluent: 1.0.2., 1.0.1, 1.0.0, version 0.8 (sortie officielle du BAA) et version 0.9 (spécification de la version de recherche), 0.95 (deuxième spécification de la version de recherche).

## Faiblesses
Bien que le xAPI soit souvent vu comme une évolution du format SCORM, il n'est pas dénué de faiblesses. En effet, le xAPI ne bénéficie pas de la rigidité du SCORM qui, par son format restreint, permet aux outils auteurs (ex : Storyline ou Ispring) de créer des learning analytics qui pourront être exploitées par les learning management system. Le format xAPI étant plus ouvert, il n'existe pas de continuum clair entre les ressources pédagogiques produites par un outil auteur et les LMS, ce qui fait que les learning analytics sont difficilement exploitables dans des ressources au format xAPI, à moins de disposer d'un LRS (Learning Record Store).
Ces faiblesses ont en partie motivé la création d'un nouveau standard, le CMI5, vu comme une nouvelle version du xAPI intégrant certaines contraintes du SCORM.